# Siphona flavifrons
Siphona flavifrons är en tvåvingeart som beskrevs av Rasmus Carl Staeger 1849. Siphona flavifrons ingår i släktet Siphona och familjen parasitflugor. Arten är reproducerande i Sverige. Inga underarter finns listade i Catalogue of Life.